# Lutgard von Tongern

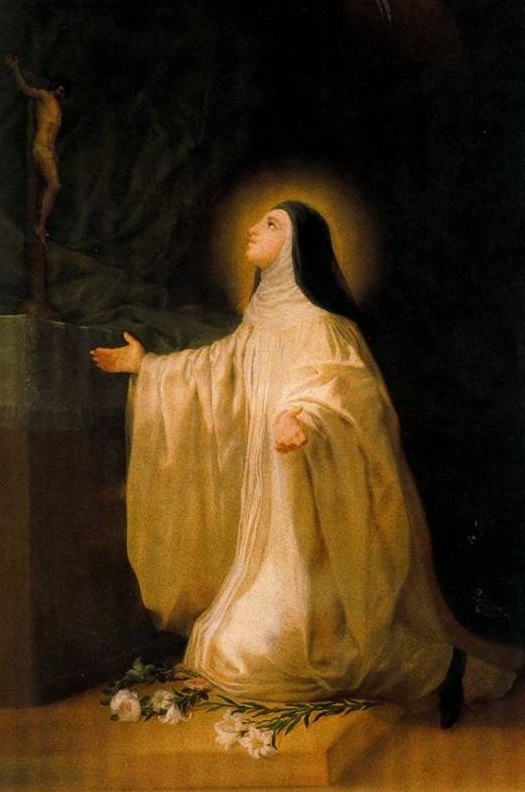
Die heilige Lutgard in einer Vision, Ölbild von Francisco de Goya

Lutgard von Tonger(e)n (auch Luitgard, Lutgard, Lutegarde geschrieben)  (* 1182 in Tongern; † 16. Juni 1246 in Aywières) war eine flämische Zisterzienserin und Mystikerin. In der katholischen Kirche wird Lutgard als Heilige verehrt. Ihr Gedenktag ist der 16. Juni.

## Leben
Die Lebensgeschichte Lutgards ist bekannt durch eine mittelalterliche Vita, verfasst von dem Dominikaner Thomas von Cantimpré. Thomas kannte Lutgard persönlich und versichert, das meiste, was er in seiner Lebensbeschreibung festgehalten hat, unmittelbar von ihr erfahren zu haben. Lutgard wurde als Zwölfjährige den Nonnen der Benediktinerinnen-Abtei St. Katharina bei Sint-Truiden im Bistum Limburg zur Erziehung übergeben. Nach einer Christusvision trat sie dort mit 20 Jahren ins Noviziat ein. Nur ein Jahr später wurde sie trotz ihrer Jugend zur Priorin des Konvents gewählt. Sie folgte jedoch dem Rat einer Freundin, der heiligen Christina, und trat zu den Zisterzienserinnen von Aywières bei Brüssel über, da diese eine strengere Ordensregel hatten. Hier lebte Lutgard bis zu ihrem Tode, berühmt für ihre Visionen, ein asketisches Leben der Sühne und Abtötung. 16 Jahre vor ihrem Tod erblindete sie.
Lutgard hatte nach Angabe ihres Biographen zahlreiche mystische Erlebnisse, am häufigsten Christuserscheinungen, Begegnungen mit den Armen Seelen sowie daneben auch Visionen der Gottesmutter und anderer Heiliger. Sie gehört als prominente Vertreterin der beginnenden Frauenmystik zu den ersten Herz-Jesu-Verehrern des Spätmittelalters. Es wird von ihr berichtet, dass sie die Gabe hatte, Kranke zu heilen. Lutgard ist die Schutzpatronin für eine glückliche Entbindung, der Blinden und Behinderten. In der Kunst wird sie oft während einer Vision dargestellt, bei der ihr Christus seine geöffnete Seite zeigt oder sie vom Glanz des Herzens Jesu geblendet wird.